# Resolutie 384 Veiligheidsraad Verenigde Naties
Resolutie 384 van de Veiligheidsraad van de Verenigde Naties was de laatste VN-Veiligheidsraadsresolutie van 1975 en werd unaniem aangenomen op 22 december. De resolutie riep Indonesië op om zich terug te trekken uit Oost-Timor en Portugal om de bevolking aldaar zelfbeschikking te geven.

## Achtergrond
In 1974 besloot Portugal zijn kolonies los te laten. In Oost-Timor werden verkiezingen georganiseerd tussen drie partijen: één die onafhankelijkheid nastreefde, één die een protectoraat onder Portugal verkoos en één die bij Indonesië wilde aansluiten. Na een kort conflict over de stemming werd het land op 28 november 1975 onafhankelijk. Op 7 december vielen de Indonesiërs binnen en kwam het tot een oorlog.

## Inhoud
De Veiligheidsraad:
- Neemt akte van de brief van Portugal.
- Heeft de verklaringen van Portugal en Indonesië gehoord.
- Heeft de vertegenwoordigers van het Oost-Timorese volk gehoord.
- Erkent het recht van het Oost-Timorese volk op zelfbeschikking en onafhankelijkheid.
- Merkt op dat resolutie 3485 (XXX) van de Algemene Vergadering om een missie naar Oost-Timor vroeg.
- Is erg bezorgd om de verslechterende situatie in Oost-Timor.
- Is ook bezorgd om de doden en wil verder bloedvergieten vermijden.
- Betreurt de tussenkomst van het Indonesische leger.
- Betreurt dat Portugal zich als kolonisator niet volledig heeft teruggetrokken.

1. Roept alle landen op de territoriale integriteit van Oost-Timor en het zelfbeschikkingsrecht van het volk te respecteren.
2. Roept Indonesië op zich onmiddellijk terug te trekken.
3. Roept Portugal op om samen te werken met de VN om het Oost-Timorese volk het zelfbeschikkingsrecht te geven.
4. Dringt er bij alle landen en partijen op aan om samen met de VN te werken aan een vreedzame oplossing en dekolonisatie van het gebied.
5. Verzoekt secretaris-generaal Kurt Waldheim dringend om een speciale vertegenwoordiger naar Oost-Timor te sturen om de situatie in te schatten.
6. Vraagt de secretaris-generaal verder de uitvoering van deze resolutie op te volgen en zo snel mogelijk aanbevelingen te doen.
7. Besluit om op de hoogte te blijven.

## Verwante resoluties
- Resolutie 389 Veiligheidsraad Verenigde Naties (1976)
- Resolutie 1236 Veiligheidsraad Verenigde Naties (1999)

Lijst ·  367 ·  368 ·  369 ·  370 ·  371 ·  372 ·  373 ·  374 ·  375 ·  376 ·  377 ·  378 ·  379 ·  380 ·  381 ·  382 ·  383 ·  384